# Heinrich Carl Alexander Pagenstecher
Heinrich Carl Alexander Pagenstecher (født 11. juli 1799 i Herborn, død 20. marts 1869 i Heidelberg) var en tysk læge. Han var far til Carl og Heinrich Alexander Pagenstecher.